# Le Luc
Luc – miejscowość i gmina we Francji, w regionie Prowansja-Alpy-Lazurowe Wybrzeże, w departamencie Var.
Według danych na rok 1990 gminę zamieszkiwało 6929 osób, a gęstość zaludnienia wynosiła 157 osób/km² (wśród 963 gmin regionu Prowansja-Alpy-W. Lazurowe Luc plasuje się na 99. miejscu pod względem liczby ludności, natomiast pod względem powierzchni na miejscu 177.).